# Rohdichte von Mineralgemischen
Die Bestimmung der Rohdichte von Mineralgemischen ist eine des Öfteren auftretende Erfordernis in der Praxis. Die Besonderheit an der Rohdichte (im Unterschied zur allgemeinen Dichtedefinition) ist, dass sie als Verhältnis von Masse je Volumen die Porosität des Materials ebenso wie die Porenfüllung mitberücksichtigt, was der Tatsache Rechnung trägt, dass die in der Natur vorkommenden mineralischen Feststoffe sehr oft auch in gewissem Maße porös sind.
Ziel in diesem Zusammenhang ist meist entweder die Messung oder die rechnerische Bestimmung der Rohdichte eines Mineralgemisches, über Beziehungsgleichungen gegebenenfalls auch die Kalkulation der Matrixdichte desselben. Zu den verschiedenen Anwendungsbereichen gehören die Technische Mineralogie, die Petrologie und die Ingenieurgeologie, die Bauphysik der Natursteine und der Gesteinskörnungen sowie der sonstige Steine-Erden-Bereich mit den diversen Industriemineralen einschließlich dem Bereich der Physik der Tonminerale inklusive der Glasherstellung, der Herstellung von Keramik sowie mineralischer Bindemittel wie etwa Zement.

## Grundlegendes
Die Rohdichte ist die Dichte eines porösen Festkörpers, dessen Werkstoffmatrix (Gesteinsmatrix) etwa aus Schichten unterschiedlicher Mineralien zusammengesetzt ist, wobei die Rohdichte sich beziehungsmäßig ausdrücken lässt durch die Masse je Summe aus Feststoffvolumen der Matrix plus Porenräumen:
{\displaystyle \rho _{roh}={\frac {m}{V_{total}}}={\frac {m}{V_{fest}+V_{por}}}}
Mineralgemische können etwa von Gesteinen herrühren, wie sie in der Natur vorkommen. Wie allgemein bekannt, sind Gesteine Gebilde, die aus unterschiedlichen Mineralen zusammengesetzt sind. (Um ein einfaches Beispiel zu nennen: so besteht etwa das Gestein „Granit“ im Wesentlichen aus den Mineralien „Quarz“, „Feldspat“ und „Glimmer“.) Immer dann, wenn in solch einem Zusammenhang unterschiedliche auskristallisierte Mineralphasen nebeneinander vorliegen, hat man es mit Mineralgemischen zu tun: zuweilen wird dann auch von „hetherogenen Gesteinen“ gesprochen. Mineralgemische können jedoch andererseits auch in verschiedenen technischen Zusammenhängen auftreten, beispielsweise etwa, wenn ein solches, aus unterschiedlichen Industriemineralen bestehend, als Input für einen Produktionsprozess im Bereich der Glas-, Keramik- oder Bindemittelherstellung bereitgestellt werden muss.

## Rohdichte eines Mineralgemisches als Summe der gewichteten Teildichten
Sehr formal lässt sich die Rohdichte eines Mineralgemisches bestimmen als die Summe der mit den Volumenanteilen gewichteten Teildichten der Gemischbestandteile. (Falls das Material porös und der Volumenanteil der Porenfüllung bekannt ist, so gilt es, dies in der Summation zu berücksichtigen.)
Sind die Volumenanteile {\displaystyle v_{i}\ } der Gemischbestandteile i als Dezimalwert gegeben, so gilt für die Rohdichte die folgende Beziehung:
{\displaystyle \rho _{roh}={\frac {V_{1}}{V_{total}}}\cdot \rho _{1}+{\frac {V_{2}}{V_{total}}}\cdot \rho _{2}+...+{\frac {V_{i}}{V_{total}}}\cdot \rho _{i}=v_{1}\,\rho _{1}+v_{2}\,\rho _{2}+...+v_{i}\,\rho _{i}}
oder auch
{\displaystyle \rho _{roh}=\sum _{i=1}^{n}{\frac {V_{i}}{V_{total}}}\cdot \rho _{i}=\sum _{i=1}^{n}v_{i}\cdot \rho _{i}}

Hierin bedeuten:
{\displaystyle \rho _{roh}\ }Rohdichte des Mineralgemisches in kg/m³,
{\displaystyle \rho _{i}\ }Dichte des Gemischbestandteils i in kg/m³,
{\displaystyle v_{i}\ }Volumenanteil des Gemischbestandteils i als Dezimalwert.

Die obige Relation gilt sicherlich immer, doch ist sie agnostisch in Bezug auf eine gewisse Struktur (Porosität, Klüftigkeit usw.), welche Mineralgemische von Natur her i. d. R. mitbringen. Diese gewisse Struktur sollte nach Möglichkeit einbezogen werden, insbesondere, wenn es sich um Gesteine handelt.

## Porosität von Gesteinen, Beziehung zwischen Gesteinsrohdichte und Porosität
In Gesteinen wird die Dichte durch drei Faktoren bestimmt: (a) die Dichte der Gesteinsmatrix {\displaystyle \rho _{m}\ } – die sogenannte „Matrixdichte“ –, (b) das Poren- und Kluftvolumen und (c) das spezifische Gewicht des Porenfluids {\displaystyle \rho _{f}\ }. Eine in diesem Zusammenhang verwendbare Messung ist die „Lithologie-Dichte-Messung“, die dazu dient, über die Messung der dichteabhängigen Absorption und Zerstreuung von Gamma-Strahlen zur indirekten Bestimmung der Gesteinsrohdichte {\displaystyle \rho _{roh}\ } (spezifisches Gewicht des Gesteins inklusive Poreninhalte) zu gelangen. In Lockergesteinen und porösen Festgesteinen wie Sand- und Siltsteinen wird die Gesamtdichte maßgeblich durch den Anteil des Porenraums bestimmt, wobei bei zunehmender Porosität die Gesamtdichte abnimmt. Je nach Lagerungsdichte können z. B. Tone bzw. Tonsteine Dichtevariationen zwischen 2,0 und 2,8 g/cm³ aufweisen. Locker gelagerte Sande und Kiese sind i. d. R. durch sehr geringe Dichten unter 2,0 g/cm³ gekennzeichnet. In Festgesteinen mit vernachlässigbarem Porenraum wie Quarziten und massiven Kalksteinen wird die Dichte im Wesentlichen durch die mineralogische Zusammensetzung bestimmt. Hier liegt die Variationsbreite der Dichte zwischen 2,65 g/cm³ für Quarzite bis über 3,0 g/cm³ für basische Gesteine. Die Lithologie-Dichte-Messung dient in erster Linie der Bestimmung der Porosität {\displaystyle \Phi \ } anhand der Beziehungsgleichung:
{\displaystyle \Phi ={\frac {(\rho _{m}-\rho _{roh})}{(\rho _{m}-\rho _{f})}}}
Hierin bedeuten:
{\displaystyle \rho _{m}\ }Matrixdichte des porösen Körpers in kg/m³,
{\displaystyle \rho _{roh}\ }die aus Messung bestimmte Gesteinsrohdichte in kg/m³,
{\displaystyle \rho _{f}\ }das aus Messung bestimmte spezifische Gewicht des Porenfluids in kg/m³,
{\displaystyle \Phi \ }Porosität des Körpers als Dezimalwert.

Aus der Gleichung für die Porosität wird ersichtlich, dass die Matrixdichte bereits bekannt sein muss, um die Porosität bestimmen zu können.
Qualitative Anwendung findet die Lithologie-Dichte-Messung in der lithologischen Untergliederung von Bohrprofilen in der Ingenieurgeologie / Geotechnik sowie in der Identifizierung von Kluft- und Störungszonen.
Befindet sich keinerlei flüssiges Fluid in den Poren des Gesteins, so vereinfacht sich (unter Vernachlässigung der Dichte des Fluids Luft in den Poren) wegen des sich somit ergebenden {\textstyle \rho _{f}\ \approx 0} die obige Gleichung zu:
{\displaystyle \Phi ={\frac {\rho _{m}-\rho _{roh}}{\rho _{m}}}=1-{\frac {\rho _{roh}}{\rho _{m}}}}
Selbstverständlich sind nicht alle Mineralgemische Gesteine.